# Ministerie van Landbouw, Visserij en Voedselvoorziening
Het ministerie van Landbouw, Visserij en Voedselvoorziening was tussen 1945 en 1959 een Nederlands ministerie. Tijdens de Tweede Wereldoorlog had het ministerie als naam ministerie van Handel, Nijverheid en Landbouw (1944-1945) en ministerie van Landbouw en Visserij (1940-1944).
Tot de beleidsterreinen van het ministerie behoorden, naast landbouw, visserij en voedsel, ook het landbouwonderwijs, inclusief de Landbouwhogeschool in Wageningen, en grondpolitiek. In 1959 werd de naam weer gewijzigd in ministerie van Landbouw en Visserij.

## Ministers
- kabinet-Beel II	1958-1959	Cornelis Staf
- kabinet-Drees III	1956-1958	Sicco Mansholt / Cornelis Staf / Anne Vondeling
- kabinet-Drees II	1952-1956	Sicco Mansholt
- kabinet-Drees I	1951-1952	Sicco Mansholt
- kabinet-Drees-Van Schaik	1948-1951	Sicco Mansholt
- kabinet-Beel I	1946-1948	Sicco Mansholt
- kabinet-Schermerhorn-Drees	1945-1946	Sicco Mansholt